# فرود در غربت
فرود در غربت عنوان فیلمی سینمایی به کارگردانی و نویسندگی سعید اسدی و تهیه‌کنندگی افشین صادقی ، ساخته سال ۱۳۸۷ است.

## خلاصه داستان
فرود به خاطر اینکه کار خود را رها کرده و فرشته را از خودکشی نجات داده، از کار برکنار شده و در نیمه شبی بارانی کودکی شش ساله را پشت در منزل خود می‌بیند و پس از خواندن نامه و دیدن مدارکی درمی یابد که کودک فرزند خود اوست از زندگی نافرجامش در آلمان که مادر آلمانی اش به خاطر بیماری صعب العلاجش به ناچار کودک را نزد فرود برگردانده است. فرود که هم به دنبال کار است و هم سرگرم بچه داری، به ناگاه متوجه می‌شود که فرزندش به بیماری قلبی دچار شده است و درمی یابد که باید مبلغ هنگفتی برای معالجه اش بپردازد او موفق به مهیا کردن چنین مبلغی نمی‌شود اما مصمم است که به هر شکل شده فرزندش را از مرگ حتمی نجات دهد و به ناچار دست به اسلحه می‌برد.

## بازیگران
پژمان بازغی
جمشید هاشم‌پور
نازنین فراهانی
ناصر آقایی
تینا چرخچیان
یحیی آذر نوش
حسن رضایی
محمدرضا غیاث آبادی
مهرداد فلاحتگر
محسن شرافتی
اصغر امیدوار خرم
سلمان خطی
حشمت داور پناه
رضا باسمه چی
محمود نقیبیان
میترا مرادی
ناصر به گزین
شهرزاد کمال زاده
امیر علی بای
بهارک مینایی
پونه رحمانی
شاهین قریشی
علی مقدادی
علی اسلامی
روژان بخشی زاده
آزاده خدایی
زیبا میلانی زاده
آنی کشیشیان
امیر درستی
امیر آقازاده
علی ذبیحی
زهرا آذرکیش
ندا قربانی
نیما لولویی
روژان جمارانی